# Zielony Gaj (Giżycko)
Zielony Gaj (deutsch Spiergsten-Grünwalde, 1938 bis 1945 Spirgsten-Grünwalde) ist ein kleiner Ort in der polnischen Woiwodschaft Ermland-Masuren und gehört zur Gmina Giżycko (Landgemeinde Lötzen) im Powiat Giżycki (Kreis Lötzen).

## Geographische Lage
Zielony Gaj liegt im nördlichen Osten der Woiwodschaft Ermland-Masuren. Bis zur Kreisstadt Giżycko (Lötzen) sind es sieben Kilometer in südwestlicher Richtung.

## Geschichte
Bis zum 18. Juli 1839 trug das danach „Spiergsten-Grünwalde“ genannte kleine Gutsdorf den Namen Abbau Hillenhagen. Seit seiner Gründung war er ein Wohnplatz von Pietzonken (1930 bis 1945 Grünau, polnisch Pieczonki), das bis 1945 zum Kreis Lötzen im Regierungsbezirk Gumbinnen (1905 bis 1945: Regierungsbezirk Allenstein) in der preußischen Provinz Ostpreußen gehörte. Im Jahre 1905 zählte Spiergsten-Grünwalde 46 Einwohner.
Aufgrund der Bestimmungen des Versailler Vertrags stimmte die Bevölkerung im Abstimmungsgebiet Allenstein, zu dem Spiergsten-Grünwalde gehörte, am 11. Juli 1920 über die weitere staatliche Zugehörigkeit zu Ostpreußen (und damit zu Deutschland) oder den Anschluss an Polen ab. In Spiergsten-Grünwalde stimmten 40 Einwohner für den Verbleib bei Ostpreußen, auf Polen entfielen keine Stimmen.
In Entsprechung zum Nachbarort Spiergsten (polnisch Spytkowo) wurde die Ortnamensschreibweise am 3. Juni (amtlich bestätigt am 16. Juli) des Jahres 1938 in „Spirgsten-Grünwalde“ verändert.
Im Jahre 1945 kam der Ort in Kriegsfolge mit dem gesamten südlichen Ostpreußen zu Polen und trägt jetzt die polnische Namensform „Zielony Gaj“. Heute ist er eine Ortschaft im Verbund der Gmina Giżycko (Landgemeinde Lötzen) im Powiat Giżycki (Kreis Lötzen), vor 1998 der Woiwodschaft Suwałki, seither der Woiwodschaft Ermland-Masuren zugeordnet.

## Kirche
Spiergsten- oder Spirgsten-Grünwalde war bis 1945 in die Evangelische Pfarrkirche Lötzen in der Kirchenprovinz Ostpreußen der Kirche der Altpreußischen Union und in die Katholische Pfarrkirche St. Bruno Lötzen im Bistum Ermland eingepfarrt. Heute gehört Zielony Gaj zur Pfarrei p.w. św. Kazimierza Królewicza in Giżycko mit Filialkirche in Pieczonki (Pietzonken, 1930 bis 1945 Grünau) im Bistum Ełk (Lyck) der Römisch-katholischen Kirche in Polen bzw. zur Evangelischen Pfarrei in Giżycko in der Diözese Masuren der Evangelisch-Augsburgischen Kirche in Polen.

## Verkehr
Zielony Gaj liegt an einer Nebenstraße, die die polnische Landesstraße DK 63 (einstige deutsche Reichsstraße 131) bei Spytkowo mit Pieczonki verbindet. Pieczonki war bis 1987 auch die nächstgelegene Bahnstation an der Strecke Giżycko–Kruklanki, die ihren Betrieb eingestellt hat.